# ایکس‌باکس سری اکس و سری اس
ایکس‌باکس سری ایکس و سری اس (به انگلیسی: Xbox Series X and Series S) با اسم رمز پروژه اسکارلت، عنوان کنسول‌های بازی ویدئویی خانگی در نسل نهم است که توسط شرکت مایکروسافت ساخته شده‌است و هر دو مدل در تاریخ ۱۰ نوامبر ۲۰۲۰ عرضه شدند. این چهارمین کنسول بازی در خانواده اکس‌باکس و جانشین اکس‌باکس وان به‌شمار می‌رود که سازگاری عقبرو با تمامی نرم‌افزارها و لوازم جانبی اکس‌باکس وان را پشتیبانی می‌کند. این سخت‌افزار برای رقابت با رقیب سنتی خود در نسل نهم، پلی‌استیشن ۵ و دیگر رقیبان خود، نینتندو سوئیچ و گوگل استادیا وارد بازار شد.
مایکروسافت اولویت خود را عملکرد سخت‌افزاری قرار داده‌است، که شامل پشتیبانی از صفحه با وضوح نمایش بالاتر (حداکثر وضوح ۸کی)، رهگیری پرتو بی‌درنگ، و استفاده از درایو حالت جامد (اس‌اس‌دی) با سرعت بالا به منظور کاهش زمان بارگیری بر روی مدل اکس‌باکس سری اکس است. اکس‌باکس سری اس از همان واحد پردازش مرکزی برخوردار است، اما در آن واحد پردازش گرافیکی، حافظه و محل ذخیره‌سازی داخلی کاهش یافته‌اند و همچنین فاقد درایو نوری می‌باشد.

## تاریخچه
مایکروسافت برای نخستین بار در کنفرانس مطبوعاتی خود در طی نمایشگاه ای۳ ۲۰۱۹ از کنسول جدیدش با اسم رمز «پروژه اسکارلت» رونمایی کرد. در نهایت در تاریخ ۱۲ دسامبر و در مراسم جوایز بازی سال ۲۰۱۹، مایکروسافت رسماً از طراحی و نام جدید «پروژه اسکارلت» یعنی اکس‌باکس سری اکس رونمایی کرد، که شامل مدل سطح بالا و سطح پایین با اسم رمزهای به ترتیب «پروژه آناکوندا» و «پروژه لاکهارت» است. در سپتامبر ۲۰۲۰ مایکروسافت از مدل رده پایین کنسول تحت نام اکس‌باکس سری اس پرده برداشت.
مایکروسافت اکس‌باکس سری اکس را به عنوان یک مدل خاص در نسل بعدی کنسول‌های بازی‌های ویدئویی اکس‌باکس توصیف کرده‌است، نه نام کل خط تولید. نماینده مایکروسافت به بیزنس اینسایدر اظهار داشت که این نسل از سخت‌افزار با عنوان «اکس‌باکس» بدون زیرنویس تبلیغ می‌شود. فیل اسپنسر توضیح داد که نامگذاری به ما آزادی می‌دهد کارهای دیگری را با آن نام انجام دهیم تا بتوانیم توصیفاتی را در هنگام نیاز ایجاد کنیم.

## سخت‌افزار

### طراحی
فرم کنسول به گونه ای طراحی شده‌است که بی پرده و حداقلی باشد. طول و عرض این کنسول تقریباً ۶ اینچ (۱۵۱ میلی‌متر) و ارتفاع این کنسول تقریباً ۱۲ اینچ (۳۰۱ میلی‌متر می‌باشد؛ در حالی که در این جهت عمودی پیکربندی شده‌است، این واحد همچنین می‌تواند در کنار آن استفاده شود. وزن این کنسول حدود ۵ کیلوگرم است. این کنسول از رنگ مشکی مات پشتیبانی می‌کند. حافظه ذخیره‌سازی این کنسول ۱ ترابایت اس‌اس‌دی ویژگی‌های رو به جلو آن فقط دکمه پاور اصلی و شکاف رسانه نوری را ارائه می‌دهد. بخش اصلی یک فن قدرتمند است که به گفته فیل اسپنسر: اکس‌باکس سری اکس به اندازه اکس‌باکس وان اکس آرام است. این کنسول از شبکه بی‌سیم، بلوتوث، درگاه شبکه، درگاه اچ‌دی‌ام‌آی، ۱ درگاه حافظه برای اتصال درایو حالت جامد اختصاصی، و ۳ درگاه یواس‌بی پشتیبانی می‌کند.

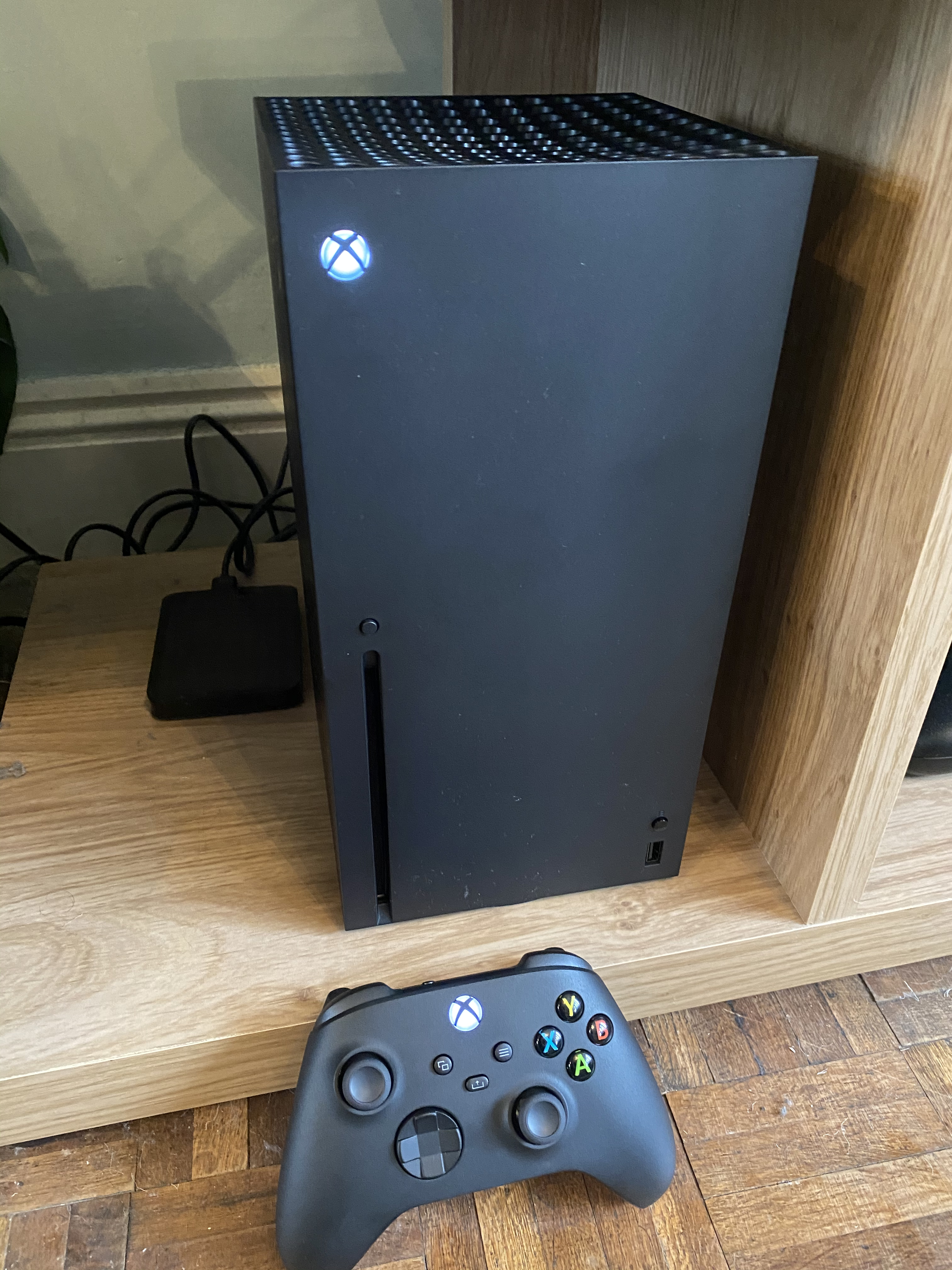
اکس‌باکس سریز ایکس در حالت ایستاده

### داخلی
مایکروسافت اظهار داشت که این کنسول چهار برابر قدرتمندتر از اکس‌باکس وان اکس خواهد بود. این برنامه شامل معماری پردازنده شخصی‌سازی شده ۸ هسته‌ای ای‌ام‌دی زن ۲ با فرکانس ۳٫۸ گیگاهرتز و معماری گرافیکی آردی‌ان‌ای ۲ با قدرت ۱۲ ترافلاپس و ۵۲ واحد محاسباتی (سی‌یو) با فرکانس ۱٫۸۲۵ گیگاهرتز، یک درایو حالت جامد طراحی شده به صورت سفارشی، حافظه اس‌اس‌دی با ظرفیت ۱ ترابایت و حافظه رم جی‌دی‌دی‌آر۶ با ظرفیت ۱۶ و ۱۰ گیگابایت و درایو بلوری ۴کی می‌باشد. خروجی تصویر این کنسول ۴کی و ۸کی می‌باشد. مایکروسافت همچنین فناوری حالت کم تأخیر خودکار و ورودی تأخیر پویا را ارتقا داده‌است. یک مسیر جدید ورود پوسیدگی پویا که به توسعه دهندگان امکان می‌دهد تأخیر کنترل‌کننده بالقوه را در بازی‌های خود گنجانده و پاسخگویی را بهبود بخشند.

### دسته بازی
این کنسول با یک نسخه به روز شده از کنترلر اکس‌باکس وان، با یک طراحی ارگونومیکی کمی جمع و جورتر، یک لنت دایره مقعر شبیه به Elite Controller موجود و همچنین دکمه اشتراک جدید به بازار عرضه می‌شود. کنترلر جدید با کنسول‌های موجود اکس‌باکس وان و ویندوز ۱۰ سازگار است.

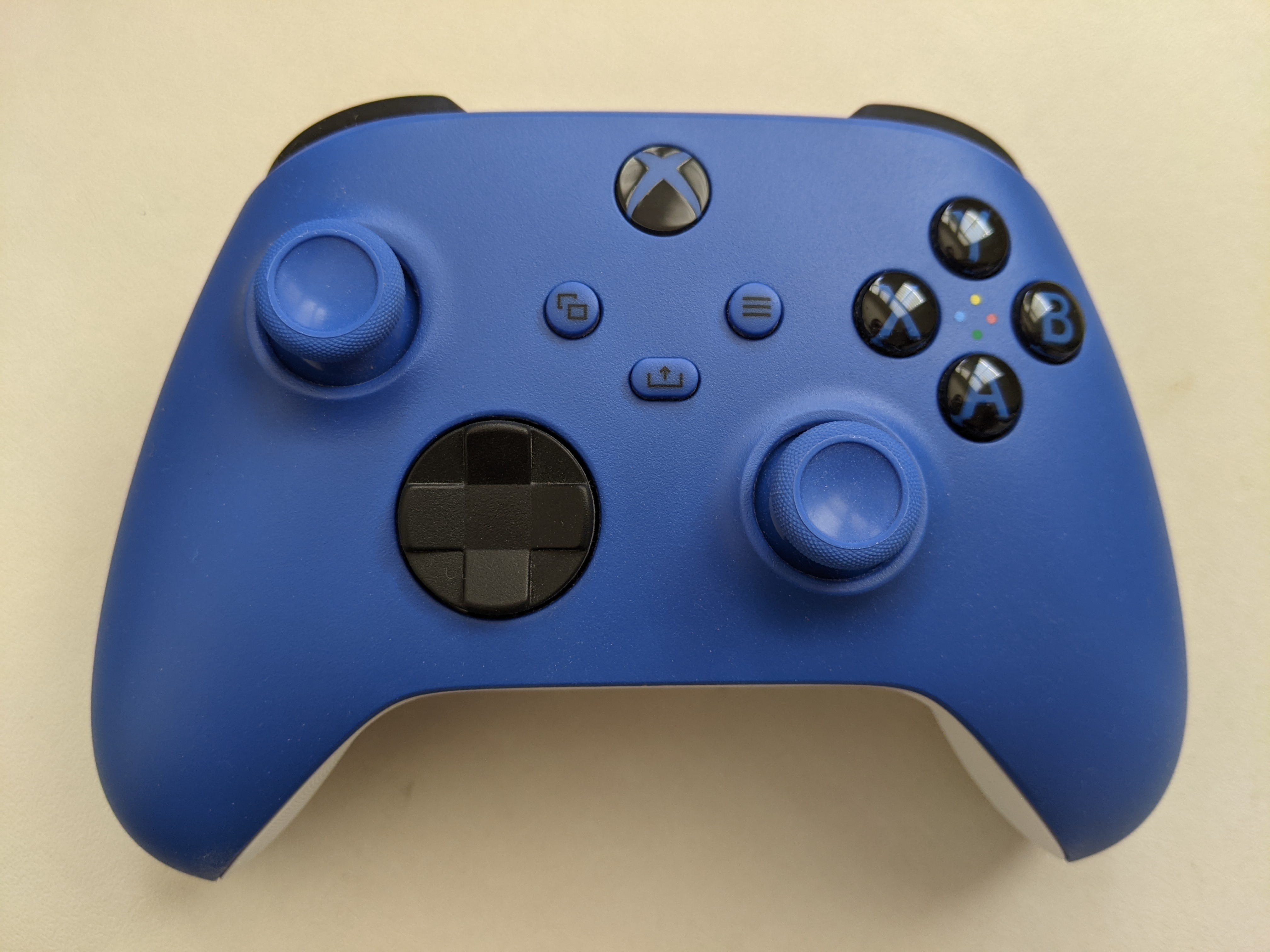
دستهٔ آبی رنگ اکس‌باکس سریز اس و اکس

هر دو سری X و سری S با نسخه به روز شده کنترل‌کننده بی‌سیم اکس‌باکس عرضه می‌شوند که هدف آن ارگونومیک تر بودن برای متناسب کردن طیف وسیع تری از اندازه دست است. آنها شامل همه دکمه‌های کلیدی مشابه کنترل‌کننده‌های گذشته هستند: دو جوی استیک آنالوگ قابل فشار، یک دکمه دایره ای، چهار دکمه عملکرد، دو دکمه سیستم (نمایش) و (منو)، دکمه اصلی صفحه اصلی اکس‌باکس، دو محرک گرفتن (چپ و راست) و دو دکمه شانه (چپ و راست). کنترل‌کننده جدید دکمه (اشتراک) را در کنار دکمه‌های (نمایش) و (منو) اضافه می‌کند. با یک بار فشار دادن دکمه، از صفحه عکس گرفته می‌شود، در حالی که دکمه را ضبط می‌کنید، ضبط DVR بازی آغاز می‌شود.
مایکروسافت دریافت که با هدف قرار دادن اندازه متناسب با دستان یک کودک هشت ساله، آنها می‌توانند طرح را برای بخش بیشتری از مردم متناسب کنند، و بنابراین از دستگیره‌های مجسمه‌سازی بیشتری برخوردار هستند و دکمه‌های ماشه را کاهش و گرد می‌کنند. دی-پد یک طرح مقعر جدید است که به گفته رایان ویتاکر، طراح ارشد کنسول، وسیله ای برای ادغام سبک عادی دی-پد در کنترل‌کننده استاندارد اکس‌باکس وان و نسخه موجود در کنترلر الیت است تا طیف وسیعی از سبک‌های بازی را در خود جای دهد. الگوهای کوچک لمسی به دکمه‌ها اضافه شده‌است تا به بازیکنان کمک کند انگشتان خود را روی کنترل قرار دهند. کنترل‌کننده به استفاده از دو باتری AA ادامه خواهد داد، اگرچه یک بسته باتری قابل شارژ به عنوان لوازم جانبی در دسترس خواهد بود. مایکروسافت از مطالعات گروه متمرکز دریافت که بازیکنان تقریباً ۵۰/۵۰ در استفاده از باتری در مقابل شارژ تقسیم شده‌اند و بنابراین به کنترل‌کننده امکان استفاده از هر دو را داده‌است.
کنترلر از همان پروتکل بی‌سیم معرفی شده توسط اکس‌باکس وان استفاده می‌کند و با کنسول‌های اکس‌باکس وان موجود سازگار است. کنترل‌کننده‌های موجود اکس‌باکس وان با اکس‌باکس سریز اکس و اس نیز سازگار هستند. این کنترل‌کننده جدید همچنین از استاندارد Bluetooth Low Energy نیز پشتیبانی می‌کند که به آن امکان جفت شدن با دستگاه‌های تلفن همراه و سایر سخت‌افزارهای پشتیبانی کننده از این استاندارد را می‌دهد و حافظه داخلی برای به خاطر سپردن آن اتصالات خواهد داشت. این از اتصال درگاه یو اس بی سی برای استفاده با سیم و شارژ (با کیت باتری اختیاری) به جای USB Micro-B استفاده می‌شود.

## عرضه و تبلیغات
در مارس ۲۰۲۰، مایکروسافت اظهار داشت که با وجود بیماری همه‌گیر کرونا، آنها انتظار داشتند اکس‌باکس سریز ایکس تا پایان سال ۲۰۲۰ ارسال شود، اگرچه آنها زنجیره‌های تأمین و ایمنی کارگران خود را کنترل می‌کردند. سپس، اسپنسر معتقد بود که اگرچه سخت‌افزار به موقع ارسال می‌شود، بازی‌هایی که برای پنجره انتشار اکس‌باکس سریز اکس آماده شده‌اند ممکن است به دلیل همه‌گیری به تأخیر بیفتند. تا اوت سال ۲۰۲۰، مایکروسافت متعهد شد پنجره انتشار اکس‌باکس سریز اکس در نوامبر ۲۰۲۰ را تأیید کند که انتشار کنسول هنوز در مسیر درست است.
کنسول‌های اکس‌باکس سری اکس و سریز اس در تاریخ ۱۰ نوامبر سال ۲۰۲۰ به بازار عرضه شدند. اکس‌باکس سریز اکس با قیمت ۴۹۹ دلار آمریکا، ۴۴۹ پوند، ۴۹۹ یورو و اکس‌باکس سری اس با ۲۹۹ دلار آمریکا، ۲۴۹ پوند، و ۲۹۹ یورو عرضه شدند. مایکروسافت تأیید کرده‌است که ۳۱ بازی در زمان راه اندازی در دسترس خواهد بود، از جمله بازی‌های اکس‌باکس گیم استدیوز و سایر ناشران شخص ثالث، علاوه بر بازی‌های سازگار اکس‌باکس وان بکوارد کامپتبیلیتی. در حالی که هیلو اینفینیت هنگام معرفی کنسول اکس باکس سریز اکس برای عنوان عنوان برنامه‌ریزی شده برنامه‌ریزی شده بود، مایکروسافت و ۳۴۳ اینداستریز به دلیل مشکلات تولید مربوط به بیماری همه گیر کرونا، تصمیم گرفتند انتشار آن را تا بعد از عرضه کنسول به تأخیر بیندازند.
مایکروسافت به برنامه‌های مالی خود برای Xbox All-Access (که سخت‌افزار، اکس‌باکس لایو و اکس‌باکس گیمپس را به عنوان بخشی از یک برنامه پرداخت ماهانه ارائه می‌دهد) برای اکس‌باکس سری ایکس ادامه خواهد داد. برنامه‌های All Access کنونی با اکس‌باکس وان شامل مسیرهایی برای ارتقا به اکس‌باکس سری ایکس و اکس‌باکس سری اس است، و اسپنسر اظهار داشت که در آینده نیز نسخه‌های مشابه اکس‌باکس سری ایکس وجود دارد. گزینه All-Access برای اکس‌باکس سریز اکس براساس برنامه ۲۴ ماهه ۳۵ دلار آمریکا در ماه و اکس‌باکس سریز اس نیز براساس برنامه ۲۵ دلار آمریکا در هر ماه ساخته خواهد شد.
در هفتهٔ نخست پس از عرضهٔ این کنسول در آمریکا ۱۰۱۸۰۱ نسخهٔ X و ۱۸۱۴۱ نسخهٔ S به فروش رسید و به پر فروش‌ترین کنسول بازی در آن ماه تبدیل شد. در فرانسه و ایتالیا نیز در ماه دسامبر ۲۰۲۱ ایکس باکس سری ایکس و اس به پر فروش‌ترین کنسول بازی بدل گشت. در چین نیز ۸۳۰۰۰ نسخه از ایکس باکس سری ایکس و اس در هفته نخست به فروش رسید.
مایکروسافت اعلام کرد کل نسخه‌های عرضه شده ایکس باکس سری ایکس و اس تا پایان می ۲۰۲۱ به ۷٫۷ میلیون رسیده‌است. این شرکت قصد دارد تا پایان مارس ۲۰۲۲ تعداد ۱۵٫۷ میلیون نسخه دیگر از این محصول را روانه بازار نماید.
با آشکارسازی فاکتور شکل عمودی اکس‌باکس سریز اکس، یک میم اینترنت معروف این طرح را با یک یخچال کوچک مقایسه کرد. در ابتدای عرضه کنسول، مایکروسافت تعداد محدودی یخچال و فریزر را تولید کرد که از پس اکس‌باکس سریز اکس الگوبرداری شده‌است، همراه با دسته درایو دیسک، نور داخلی محیط سبز و صدای راه اندازی اکس‌باکس. برخی از آنها به افراد مشهوری مانند اسنوپ داگ و آی جاستین و دیگران به عنوان بخشی از مسابقات تبلیغاتی توزیع شد. در مارس ۲۰۲۱، با همکاری مایکروسافت، دواین جانسون یخچال‌های کوچک‌تری را که از اکس‌باکس سریز اکس مدل‌سازی شده بودند، ارائه داد تا خط تولید نوشیدنی‌های انرژی Zoa خود را تبلیغ کند. گرینبرگ مایکروسافت اظهار داشت که این یک آزمایش آزمایشی است تا ببیند آیا یخچال کوچک اکس‌باکس گزینه‌های بالقوه فروش فراتر از این تبلیغ را دارد یا خیر. پس از آنکه پیروان حساب رسمی توئیتر اکس‌باکس به مارک کمک کردند تا در آوریل ۲۰۲۱ در یک رقابت قهرمانی مبتنی بر رأی‌گیری در توییتر به پیروزی برسد، گرینبرگ تأیید کرد که مایکروسافت برای تولید مینی یخچال‌های اکس‌باکس سریز اکس اقدام خواهد کرد.

## همچنین مشاهده کنید
مایکروسافت
سرویس ابری بازی‌های Xbox